# Leonard Roberts
Leonard Roberts, né le 17 novembre 1972 à Saint-Louis (Missouri, États-Unis) est un acteur américain.

## Biographie
Il étudia à l'université DePaul où il obtint son Bachelor of Arts ou B.A en 1995. Il est surtout connu pour avoir interprété Sean Taylor dans le film Drumline en 2002 et Forrest Gates dans la quatrième saison de Buffy contre les vampires.
Leonard Roberts a dû prendre environ 10 kg pour jouer dans le téléfilm Joe and Max.
Il a joué le rôle de D.L. Hawkins dans la série Heroes.

## Filmographie

### Cinéma
- 1997 : Petit béguin (Love Jones)
- 1997 : Les Seigneurs de Harlem (Hoodlum)
- 1998 : He Got Game
- 2001 : Scam
- 2002 : Drumline
- 2006 : The Last Adam
- 2007 : F*ck You Pay Me!
- 2009 : Red Sands, Dune De Sang
- 2012 : Savages
- 2014 : Drumline: A New Beat

### Télévision
- 1996 : Un tandem de choc (Due South)
- 1999 : Turks
- 1999 : American 60's (The '60s)
- 1999 : Any Day Now
- 2000 : Buffy contre les vampires (Buffy the Vampire Slayer)... Forrest Gates
- 2000 : Masquerade
- 2001 : FreakyLinks
- 2001 : JAG
- 2002 : Joe and Max
- 2002 : Providence
- 2003 : Tru Calling : Compte à rebours (Tru Calling)
- 2003 : 24 heures chrono (24), saison 3, épisode 5 : Guardien Buchanan
- 2004 : Les Experts : Miami (CSI: Miami) : Brad Foster
- 2004 : Agence Matrix (Threat Matrix)
- 2004 : NCIS : Enquêtes spéciales, saison 1 épisode 17
- 2004 : Walking on Sunshine
- 2005 : Bones, saison 1 épisode 8
- 2005, 2006 : Smallville, saison 5  et saison 6, épisode 2 : Nam-Ek
- 2006-2007 : Heroes, saison 1 : D.L. Hawkins
- 2009: Urgences Saison 15 Épisode 14: Officier de police
- 2009 : Private Practice (Saison 2 - Episode 17) : Ryan
- 2010 : Esprits criminels, saison 6 : Kaman Scott
- 2010 : Castle : Agent Spécial Jason Avery
- 2012 : Les Experts : Miami : Matthew Stone
- 2013 : The Client List : Inspecteur Monroe
- 2014 : Mentalist : Elon Bell
- 2015 : Agent Carter : Happy Sam Sawyer
- 2016 : Frankenstein Code (Saison 1 - Episode 8) : Lenny
- 2016 : American Crime Story : L'affaire O.J. Simpson : Dennis Schatzman
- 2017 : The Magicians : Le roi Idri de Loria
- 2017 : Mom (saison 4 épisodes 18 et 22) : Ray
- 2017 : Doubt : Affaires douteuses : Vincent
- 2017-2018 : Major Crimes : Leo Mason
- 2019 : 9-1-1 : Capitaine Ronnie Cooper
- 2020 : Charmed : Dexter Vaughn
- 2020 : Hawaii 5-0 : Capitaine Ingram
- 2023 : Chair de poule, saison 1 : Ben Howard

## Voix francophones
En France, Daniel Njo Lobé est la voix la plus régulière de Leonard Roberts. Bertrand Liebert, l'a également doublé à quatre reprises.